# Bogdan Stancu
Bogdan Sorin Stancu (Pitești, 1987. június 28. –) román válogatott labdarúgó, a Gençlerbirliği játékosa.
A román válogatott tagjaként részt vett a 2016-os Európa-bajnokságon.

## Sikerei, díjai
Steaua București
- Román kupa (1): 2010–11